# Список номинантов на премию «Национальный бестселлер» 2006 года
Список номинантов на премию «Национальный бестселлер», попавших в длинный список (лонг-лист) премии «Национальный бестселлер» в сезоне 2006 года. Всего на премию было номинировано 50 произведений. Длинный список был опубликован 7 апреля 2006 года. Короткий список финалистов из 6 произведений был опубликован 16 мая 2006 года. Победитель был объявлен 9 июня 2006 года.
Список представлен в следующем виде — «победитель», «короткий список» (кроме «победителя»), «длинный список» (кроме «победителя» и «короткого списка»). Для каждого номинанта указано название произведения.

## Победитель
- Дмитрий Быков — «Борис Пастернак»

## Короткий список
- Сергей Доренко — «2008»
- Павел Крусанов — «Американская дырка»
- Захар Прилепин — «Санькя»
- Андрей Рубанов — «Сажайте, и вырастет»
- Игорь Сахновский — «Счастливцы и безумцы»

## Длинный список
- Владимир Бондаренко — «Последние поэты империи»
- Павел Вадимов — «Лупетта»
- Андрей Волос — «Алфавита»
- Александр Гаррос, Алексей Евдокимов — «Фактор фуры»
- Артур Гиваргизов — «Записки выдающегося двоечника»
- Евгений Гришковец — «Реки»
- Лев Данилкин — «Парфянская стрела»
- Наталия Землякова — «Keep Left»
- Алексей Иванов — «Общага-на-Крови»
- Дмитрий Каралис — «Записки ретроразведчика»
- Наталья Ключарёва — «Россия. Общий вагон»
- Анна Козлова — «Открытие удочки»
- Наталья Кулагина — «Варенька»
- Юлия Латынина — «Ниязбек»
- Андрей Левкин — «Мозгва»
- Владимир Липовецкий — «Ковчег детей»
- Валерий Лялин — «Птицы небесные»
- Евгения Мальчуженко — «Крупа и Фантик (Документальная дезинформация)»
- Александр Мелихов — «Красный Сион»
- Катя Метелица — «Дневник Луизы Ложкиной»
- Алиса Мун — «Кукла»
- Сергей Носов — «Грачи улетели»
- Акулина Парфёнова — «Мочалкин Блюз»
- Валерий Попов — «Комар живёт, пока поёт»
- Евгений Попов — «Опера нищих»
- Александр Проханов — «Теплоход „Иосиф Бродский“»
- Арсен Ревазов — «Одиночество-12»
- Александр Рогожкин — «Своя чужая жизнь»
- Надежда Романова — «Актриса. Зелёная версия», «Актриса. Красная версия»
- Валерий Роньшин — «Безнравственные письма к Валерию»
- Игорь Рыбинский — «Сватовство майора»
- Герман Садулаев — «Я — чеченец»
- Александр Секацкий — «Прикладная метафизика»
- Сергей Солоух — «Шизгара»
- Анна Старобинец — «Убежище 3/9»
- Андрей Темников — «Зверинец Верхнего Мира»
- Ольга Трифонова — «Сны накануне»
- Людмила Улицкая — «Люди нашего царя»
- Елена Чудинова — «Мечеть Парижской Богоматери»
- Алексей Шаманов — «Коллекция отражений»
- Владимир Шпаков — «Год петуха»
- Ольга Шумяцкая — «Сижу на крыше…»
- Галина Щербакова — «Метка Лилит»